# Adrenalina (album Finley)
Adrenalina è il secondo album in studio del gruppo musicale italiano Finley, pubblicato il 15 giugno 2007 dalla EMI.

## Descrizione
Sono stati pubblicati tre singoli di questo CD: Adrenalina, Domani e Questo sono io. Niente da perdere è stato suonato per la prima volta come anticipazione dell'album Adrenalina ai TRL Awards 2007, che si sono svolti a Milano il 14 aprile, in piazza Duomo, seguito da un medley tra Fumo e cenere, Tutto è possibile e Diventerai una star. A TRL On Tour a Bari e a Roma hanno suonato la canzone Domani, secondo singolo dell'album. Venerdì 28 settembre 2007 per la prima volta è stato trasmesso il loro secondo video, Domani, in esclusiva alla trasmissione televisiva TRL. Inoltre, MTV ha scelto i Finley con il loro video Domani per inaugurare dal 1º ottobre 2007 MTV Pulse Italia, nuovo canale digitale. Il 1º dicembre 2007 hanno suonato live ai Kids' Choice Awards italiani il loro terzo singolo, Questo sono io.

### Riedizione
Il 29 febbraio 2008 è uscito Adrenalina 2, cofanetto composto da un CD e da un DVD contenenti i principali successi di Adrenalina insieme ad alcuni inediti come Ricordi, presentato dal gruppo al Festival di Sanremo 2008 e raggiungendo il 5º posto. Altre canzoni sono la versione inglese di Ricordi intitolata Your Hero, cantata in duetto con Belinda, Drops of Time (versione inglese di Veleno), My Blinded Eyes (versione inglese di Ad occhi chiusi), All I've Got (versione in inglese di Questo sono io), Driving to Nowhere (versione inglese di Fumo e cenere) e Just for You (versione in inglese di Qui per voi). Rispetto a Adrenalina sono state eliminate le tracce Niente da perdere (versione non live) e Veleno.

## Tracce

### Adrenalina
1. Niente da perdere – 3:30
2. Adrenalina – 2:55
3. C'è qualcosa che non va – 3:12
4. Ad occhi chiusi – 3:41
5. Qui per voi – 4:20
6. Veleno – 2:54
7. Questo sono io – 3:17
8. Domani – 3:49
9. Mai più – 4:04
10. Voglio – 3:15
11. Lies Are All Around Me – 3:23
12. Satisfied – 3:14

### Adrenalina 2
1. Ad occhi chiusi – 3:41
2. Domani – 3:48
3. Adrenalina – 2:55
4. Mai più – 4:04
5. Driving to Nowhere – 3:13
6. Ricordi – 3:58
7. Qui per voi – 4:11
8. Drops of time – 2:53
9. C'è qualcosa che non va – 3:12
10. Questo sono io – 3:17
11. Voglio – 3:15
12. Satisfied – 3:14
13. Lies Are All Around Me – 3:23
14. Iris (cover dei Goo Goo Dolls) – 3:28
15. Your Hero – 3:59
16. My Blinded Eyes – 3:41
17. All I've got – 3:10
18. Just for You – 4:15
19. Fumo e cenere/Diventerai una star/Tutto è possibile (Medley live) – 4:32
20. Niente da perdere (Live) – 3:37

Durata totale: 71:46